# گونن سگو
گونن سِگِو (عبری: גונן שגב؛ زادهٔ ۶ ژانویهٔ ۱۹۵۶) سیاستمدار، وزیر سابق انرژی و عضو سابق کنست اهل اسرائیل است. او در کریات موتزکین به دنیا آمد. او پزشک متخصص کودکان است اما در سال ۲۰۰۷ گواهی طبابت او برای همیشه لغو شد. گونن به خاطر قاچاق مواد مخدر، جعل، و تقلب در تجارت الکترونیکی محکوم شد. او در ۱۸ ژوئن ۲۰۱۸ توسط شین‌بت به اتهام جاسوسی برای ایران دستگیر شد و در ۹ ژانویه ۲۰۱۹ از سوی دادگاه به ۱۱ سال حبس محکوم شد.